# ستوديبيكر الصقر الفضي
ستوديباكر الصقر الفضي هي سيارة أنتجت في 1957 و1958 و1959 من قبل شركة ستوديبيكر في جنوب بيند، إنديانا. قدم ستوديبيكر خط «هوك» أو الصقر في عام 1956، بأربعة طرازات تعتمد على قاعدة عجلات وجسم سيارات الكوبيه والسطوح الصلبة التي صممها روبرت بورك، كرئيس لفريق التصميم ستوديبيكر المتعاقد مع ريموند لويوي أسوشيتس.
في عام 1956، جاء كل من الصقر الذهبي و الصقر أزرق السماوي  و صقر القوة
مع 352 cid و 289 cid و 259 cid v-8s على التوالي. أثناء تشغيل محرك 185 cid. كانت الصقر الذهبي و الصقر ألازرق السماوي عبارة عن أسطح صلبة ؛ في حين أن صقور القوة والرحلة كانت من كوبيه ذات أعمدة. واحد فقط من النماذج الأربعة في عام 1956 كان لديه أي زعانف، وهي الصقر الذهبي.

## 1957-1958
في عام 1957، تم تقديم سيارة الصقر الفضي كوبيه ذات أعمدة، لتحل محل كل من صقور القوة والرحلة. كان محرك 185 cid Champion قياسيًا في النموذج، مع عرض 259 للمحرك ذو ثماني أسطوانات من نوع V في نماذج التصدير فقط. تم إنتاج الصقر ألازرق السماوي أيضًا في عام 1957، مما أدى إلى عرض طرازين فقط من طراز صقر ستوديبيكر في ذلك العام، وهما الصقر الفضي  والصقر الذهبي مع محرك بثماني اسطوانات من النوع V مزود بشاحن فائق كما تم تقديم موديل 58 لمدة عام واحد فقط بمحرك 289 بشاحن فائق.
في المظهر، كان الصقر الفضي أكثر وضوحًا من الصقر الذهبي , إلى جانب كونها كوبيه، بينما كان الذهبي دائمًا سقفًا ذو سقف متحرك، كان هناك القليل من الكروم، ولا يوجد شاحن فائق أو انتفاخ في غطاء المحرك، وتم اعتماد مخطط طلاء أبسط ثنائي اللون ببساطة لون واحد أسفل خط حزام الكروم وآخر فوق الحزام، ولكن على عكس الصقر الذهبي، فإن اللون السفلي يشمل الزعنفة. قام بعض التجار برسم الزعنفة فقط، وأحيانًا تم طلاء تجويف غطاء السطح والحواف اليسرى واليمنى بلون ستوديبيكرالمتباين.
عادة ما تتطابق هذه مع التصميم الداخلي، بعضها كان أزرق أو ذهبي أو أحمر أو أسود وكان مظهرها أفضل وفقًا للعديد من المالكين من مخطط الطلاء ثنائي اللون في المصنع.

## 1959
بالنسبة لعام 1959، أصبح الصقر الفضي هو طراز الصقر الوحيد في الإنتاج، ويرجع ذلك إلى حد كبير إلى أن تجار شركة ستوديبيكر أرادوا نموذجًا رئيسيًا ساحرًا كجذب للوكالات. من المرجح أن يخرج هؤلاء العملاء مع الأمل الأخير لـستوديبيكر، وهو اتفاق لارك الجديد.
في الواقع، كان الصقر الفضي هو الطراز الوحيد غير طراز لارك الذي تم الاحتفاظ به. تم ستوديبيكر أيضًا وإعادة بنائها باسم CKD إلى بلجيكا. يمكن للعملاء المحتملين طلب أي نموذج أو خيارات (مع أو بدون زعانف) بما يتناسب مع تفضيلاتهم الشخصية. تم بناء السيارات بواسطة ديترين فرير البلجيكي للأسواق الأوروبية مثل هولندا حيث كانت ستوديبيكر تتمتع بشعبية كبيرة.
تضمنت التغييرات لعام 1959 زعانف الذيل الجديدة، مع نقل نص «الصقر الفضي» إلى الزعانف بدلاً من غطاء الصندوق الخلفي (حيث تم وضع أحرف كتلة فردية جديدة توضح ستوديبيكر)، مع شارة الصقر جديدة بين الكلمتين. انتقلت مصابيح وقوف السيارات إلى الشبكات الجانبية من الرفارف الأمامية، وأضيفت قوالب الكروم حول النوافذ (من موديلات 1953-1954) المشابهة لـصقر الذهبي، وكان التصميم الداخلي في مكان بين مستويات الفخامة للطرازين السابقين. تم إيقاف الطلاء ذو اللونين لجميع طلبات الولايات المتحدة، على الرغم من أنه كان لا يزال متاحًا للتصدير.
تحت غطاء المحرك (على الأقل بالنسبة للموديلات الأمريكية)، يمكن للمشترين اختيار الطراز الذي تم تقليصه حديثًا إلى حجم 90 حصان 169.6 متر مكعب في (2.8 لتر) ستة أسطوانات أو 259 متر مكعب في (4.2 لتر) ذو ثماني أسطوانات  من 180 أو 195 حصان (حسب اختيار نوع المكربن). طراز 289 لم يعد متوفرا.

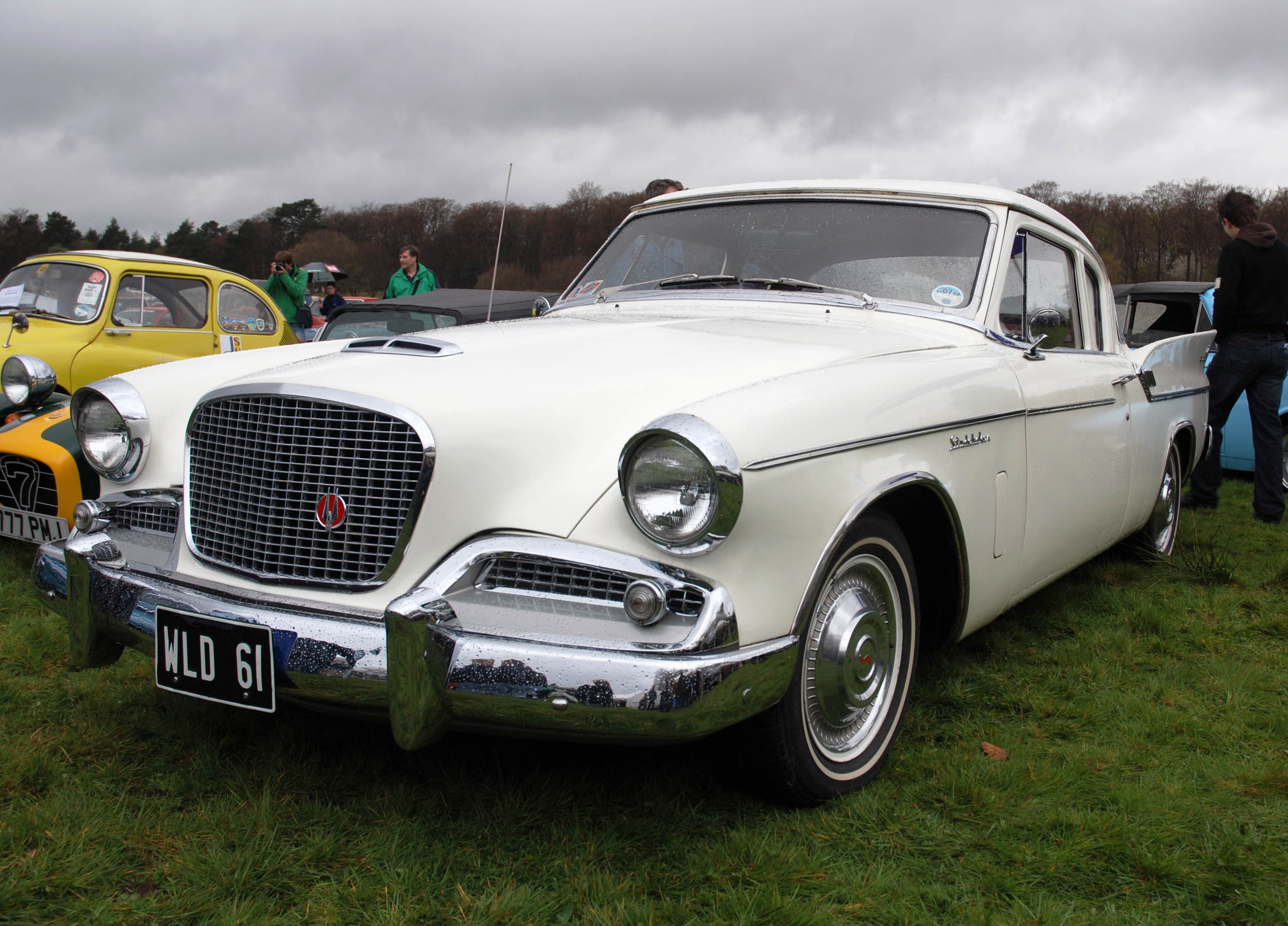
ستوديبيكر طراز الصقر

كان عام 1959 هو العام الأول للربح لشركة ستوديبيكر منذ ست سنوات، ويرجع الفضل في ذلك في الغالب إلى لارك، وقد أدى ارتفاع المبيعات إلى رفع بيع طراز الصقر الفضي، التي باعت 7788 نموذجًا.
بينما كان الصقر الفضي، هو الطراز الوحيد الذي تم عرضه في عام 1959، فقد تم عرضه أيضًا لعام 1960، مع جميع الطرز التي تسمى ببساطة الصقور. لم يتغير إلى حد كبير خارجيًا عن عام 1959، بينما داخليًا كان التغيير الرئيسي هو عودة محرك ذو الثماني أسطوانات سعة 289 بوصة مكعبة (4.7 لتر) الذي تم استخدامه آخر مرة في عام 1958. وكان هذا المحرك الوحيد المتاح للطلبات الأمريكية في كل من 1960 و 1961، العام الماضي من هوك ذات الزعانف. تم تصنيع بعض طرازات V بستة أسطوانات و 259 متر مكعب (4.2 لتر) لأسواق التصدير.
شهدت طرز عام 1961 عودة محدودة للون الطلاء الثاني، في شريط على طول قاعدة الزعنفة بين القوالب السفلية. اكتسبت التصميمات الداخلية خيار مقاعد واسعة ومريحة ؛ يمكن للعملاء اختيارمحرك الثماني أسطوانات مع ناقل حركة يدوي جديد رباعي السرعات Borg-Warner، وهو نفس الطراز المستخدم في شيفروليه كورفيت.

## 1960-1961
عندما بدأ نموذج عام 1960، كان صانعو السيارات الأمريكيون في خضم إضراب الحديد الصلب، ونقص الفولاذ ضرب شركة ستوديبيكر، التي كانت شركة أصغر بكثير من AMC أو الكبير الثلاثي، بشكل خاص.
كان الطراز لدى ستوديبيكر الفائز في المبيعات في عام 1959 لارك، والذي استمر حتى عام 1960 دون تغيير يذكر. مع نقص في الفولاذ، اختارت الشركة التركيز على بناء أكبر عدد ممكن من طراز لارك لضمان توفير إمدادات كافية لتجار الشركة. هذا يعني أن إنتاج الصقر الفضي لعام 1960، والذي كان من المقرر أن يبدأ في نوفمبر أو ديسمبر 1959، قد تأخر.
بدأت مبيعات طراز لارك في الانخفاض في الأشهر الأخيرة من عام 1959. وبحلول بداية فبراير 1960، بدأت الصقور أخيرًا في الأنتاج من خط تجميع جنوب بيند.
من غير المعروف ما الذي كان يمكن أن يحدث لو استمرت مبيعات طراز لارك عند مستوياتها في عام 1959، ولكن تم تقديم تكهنات بأن الشركة ربما لم تنتج أي سيارة من طراز الصقور. حيث ظهر التأخير الطويل بين وقت الإعلان عن الطراز الجديد وبدء إنتاج الصقور في عام 1960 مدى قرب ستوديبيكر من عدم إنتاج نموذج كان قد روج له على الأقل في الإعلانات المطبوعة وكتيبات صالة العرض.
عاش طراز الصقر، وفي وقت لاحق من ذلك العام فاز نموذج إنتاج الأسهم بفئته في 1960 Mobil Economy Run، حيث حقق 22.9 ميلًا للغالون الواحد.
تم استبدال الصقر في عام 1962 من قبل ستوديبيكر بصقر جران توريزمو  (بروكس ستيفنز) المعاد تصميمه بشكل مذهل.

## الإرث
- أخذت صقور جنوب بيند الذهبية اسمها من هذا النموذج. في الأصل، كان الشعار والحروف على زي الفريقين يعكسان الشعار والحروف على السيارة، لكن هذا تغير منذ ذلك الحين إلى تصميم أكثر كرتونية. تم تغيير اسم الفريق إلى نادي جنوب بيند، بعد موسم 2014.
- ظهرت سيارة صقر ستوديبيكر على أنها السيارة الشخصية للشخصية الرئيسية في المسلسل التلفزيوني الأسترالي لعام 2012 جاك ايرش.
- ظهرت سيارة صقر ستوديبيكر في المسلسل التلفزيوني عقول إجرامية يقودها الخصم.
- اسم النموذج ساخر (مثل شخصية ستوديباكر هوش) في أغنية فرانك زابا بيلي ذا ماونتن.